# Faunis luridus
Faunis luridus är en fjärilsart som beskrevs av Felder 1866. Faunis luridus ingår i släktet Faunis och familjen praktfjärilar. Inga underarter finns listade i Catalogue of Life.